# Règle locale
 (janvier 2023).
Si vous disposez d'ouvrages ou d'articles de référence ou si vous connaissez des sites web de qualité traitant du thème abordé ici, merci de compléter l'article en donnant les références utiles à sa vérifiabilité et en les liant à la section « Notes et références ».

Un ensemble de 13 tuiles de Wang dû à Kari.

Exemple d'assemblage de quelques tuiles du jeu ci-dessus, respectant la contrainte que deux bords adjacents doivent être de la même couleur.

Dans la théorie des pavages, les règles locales spécifient les configurations locales possibles dans le pavage. Elles spécifient généralement la façon dont deux tuiles peuvent être adjacentes. Ceci peut être fait en imposant des formes particulières aux bords des tuiles (creux et bosses par exemple, comme dans un puzzle classique où seule l'imbrication de certaines pièces est possible), ou plus simplement en colorant les bords des tuiles et en imposant que deux tuiles ne puissent se toucher que là où leurs bords ont la même couleur (c'est le modèle des tuiles de Wang).